# El Bosque, Cádiz
El Bosque là một đô thị trong tỉnh Cádiz, Tây Ban Nha. Theo điều tra dân số 2005 đô thị này có dân số là 2.004 người.

## Dân số
| 1999  | 2000  | 2001  | 2002  | 2003  | 2004  | 2005  |
| ----- | ----- | ----- | ----- | ----- | ----- | ----- |
| 1.847 | 1.875 | 1.868 | 1.911 | 1.977 | 1.978 | 2.004 |

Nguồn: INE (Tây Ban Nha)

## Hình ảnh

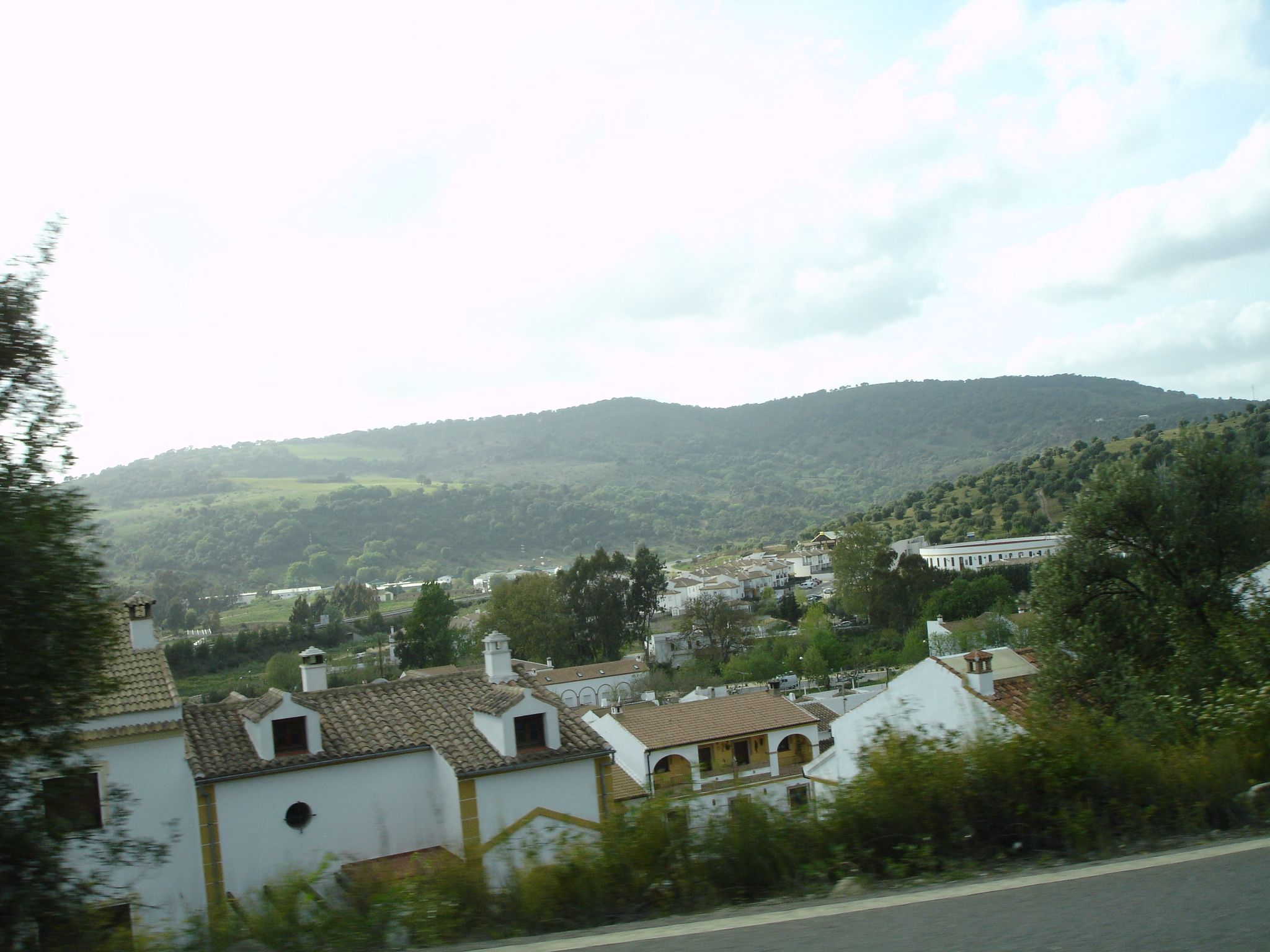
El Bosque from the road the Benamahoma
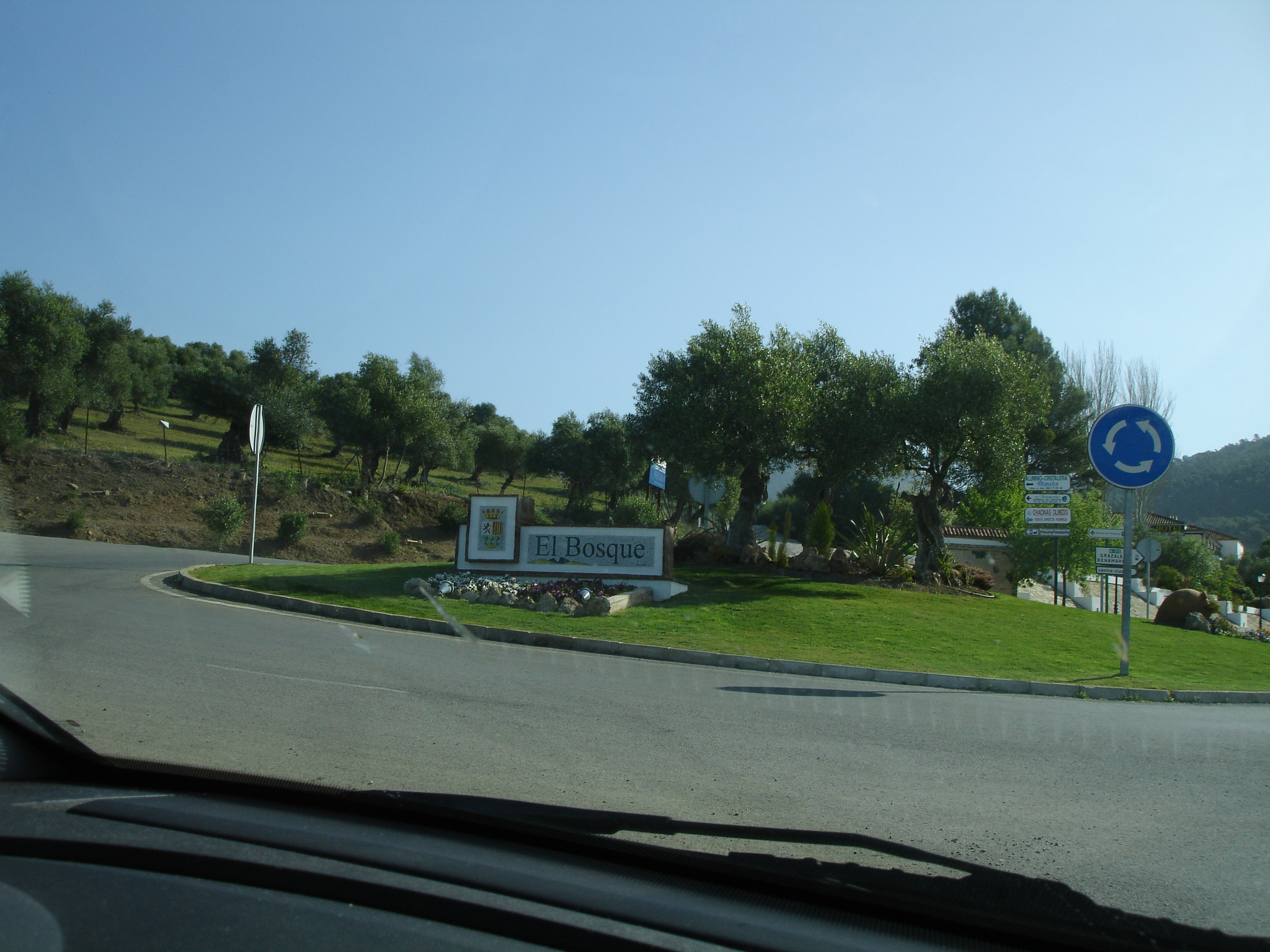
Entrance from road to Arcos de la Frontera
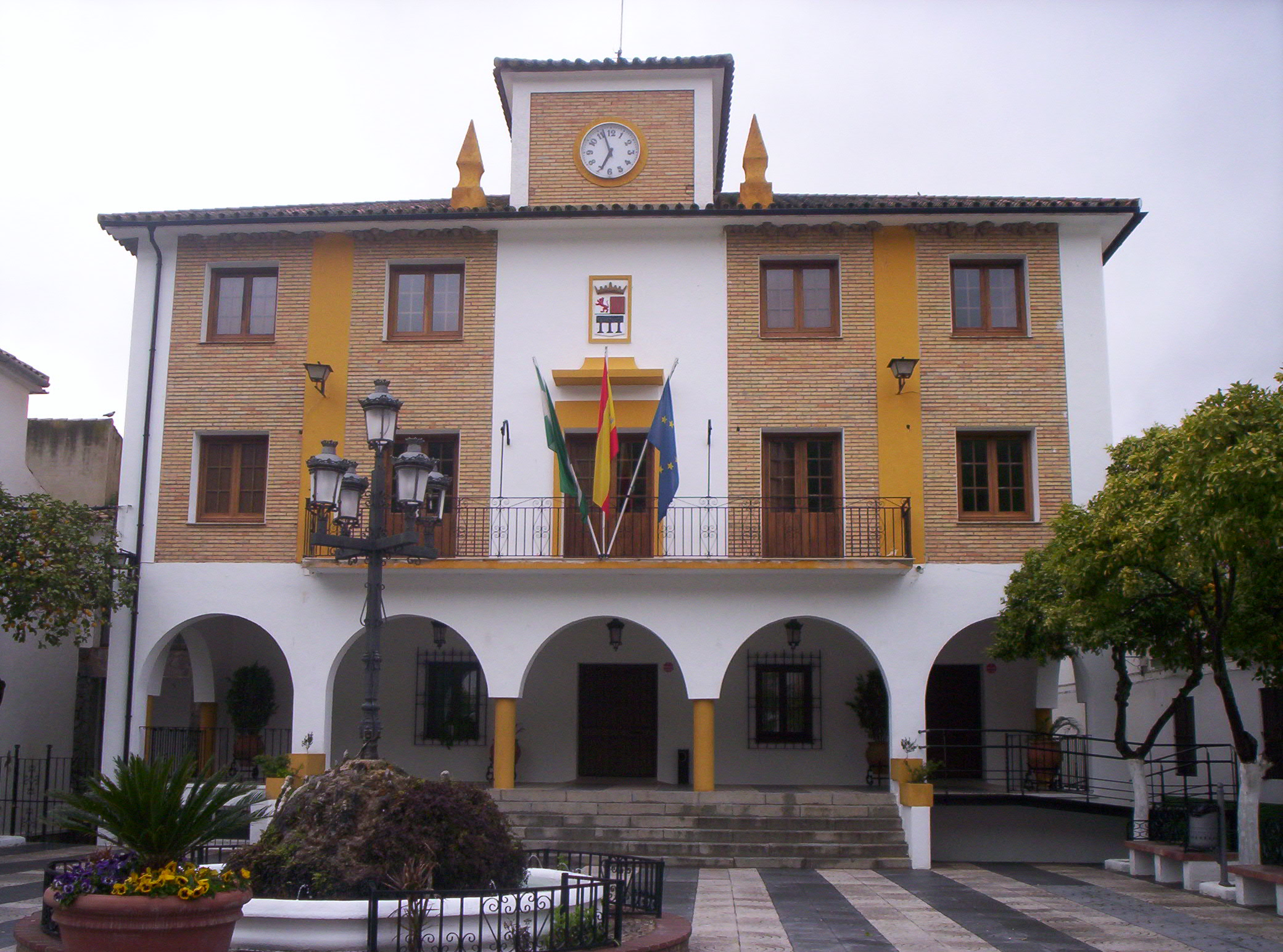
El Bosque town hall
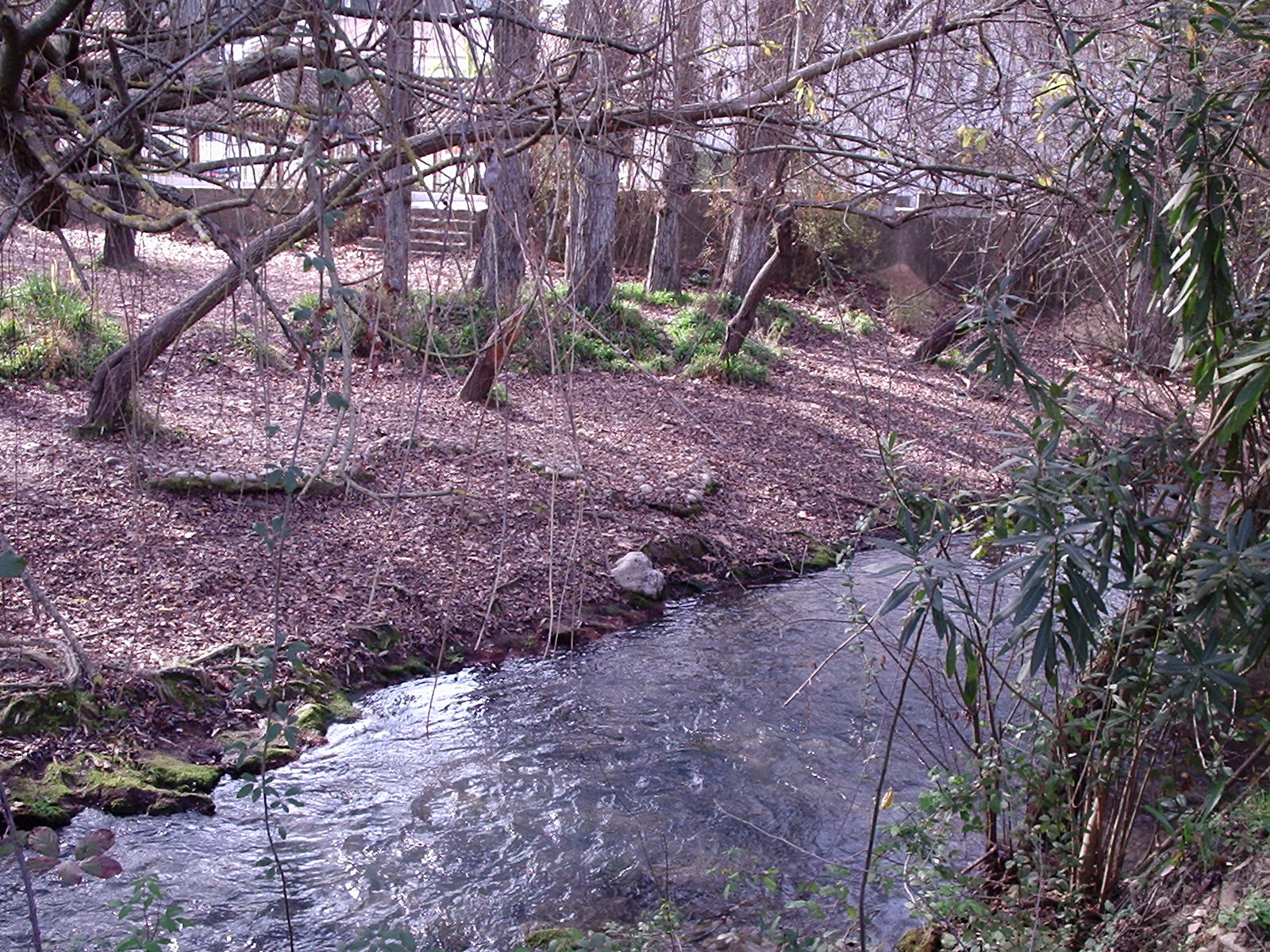
Majaceite river at El Bosque